# Lambig
Pour l’article ayant un titre homophone, voir lambic.
 (février 2016).

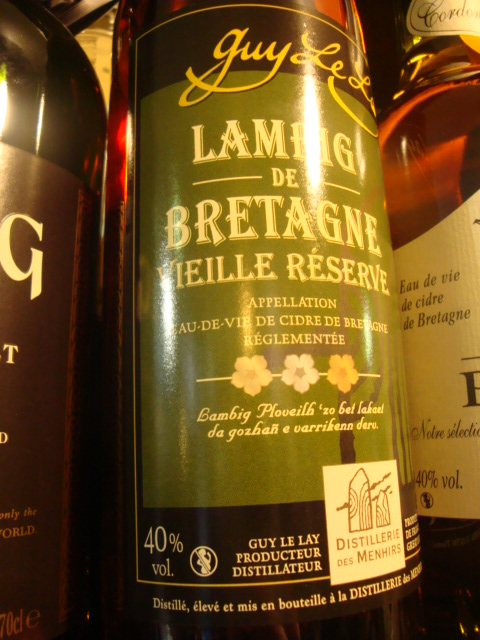
Lambig de Bretagne.

Le lambig est l'un des noms de l'eau-de-vie de cidre de Bretagne qui peut aussi être nommée gwinardant, odivi ou lagout.
Titrant en général 40 % d’alcool, elle peut être élevée en fût de chêne durant 4 ans et est alors dénommée « Fine-Bretagne » (appellation d'origine contrôlée), à l'instar du calvados en Normandie.

## Production fermière traditionnelle

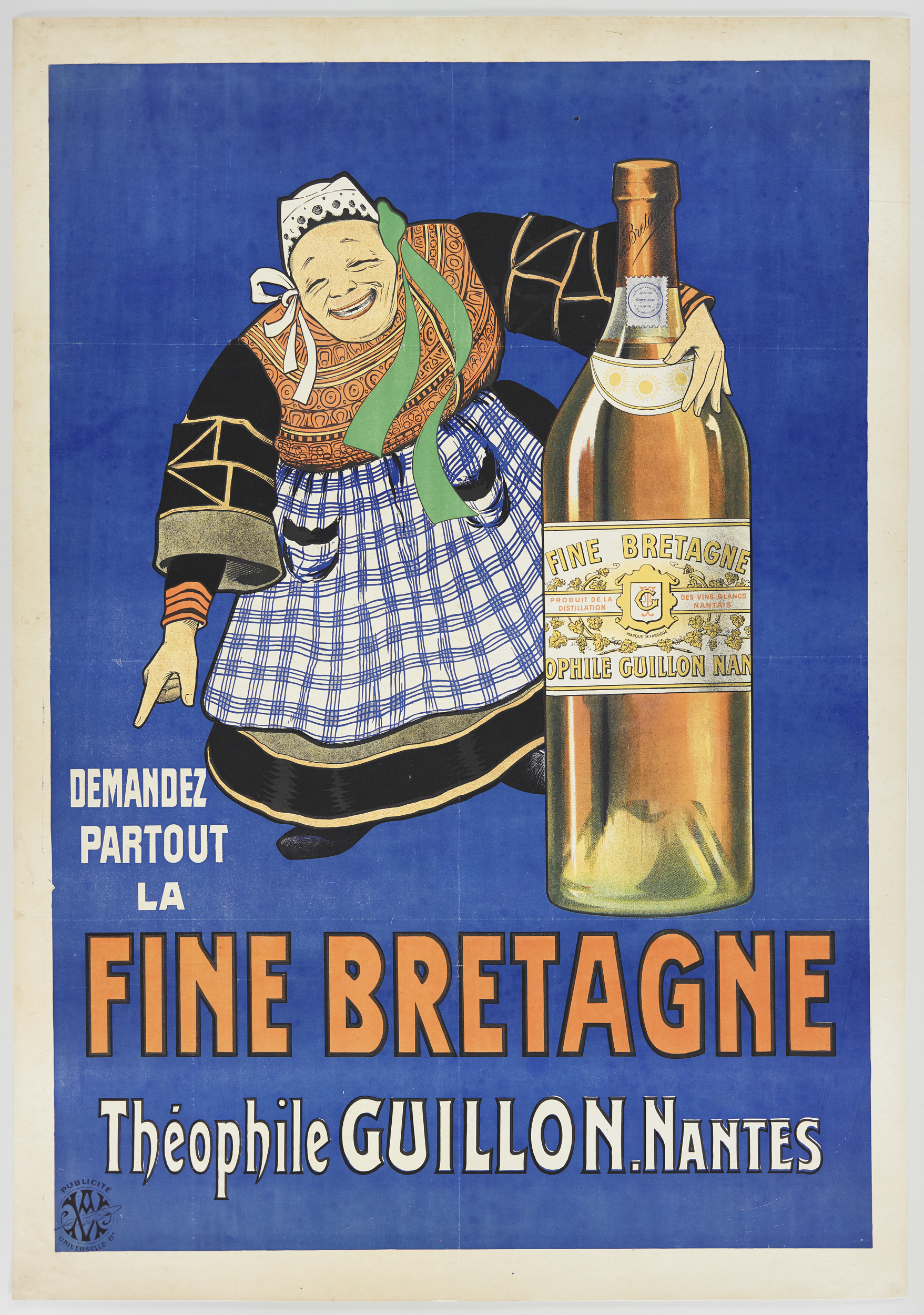
Affiche pour de la Fine-Bretagne, début du XXe siècle.

La dénomination lambig provient du nom en breton de l'alambic, al lambig. Le lambig est obtenue par distillation de cidre. Son distillat titre environ 70 %. Cet alcool concentré peut ensuite être coupé avec de l'eau pour ramener son titre à environ 50 % en volume.
On distille en général une barrique de cidre (225 litres) pour obtenir 20 litres de lambig. L'opération est effectuée, pour le compte des exploitants producteurs de cidre, par des distillateurs professionnels itinérants (ou bouilleurs de cru) qui se déplacent d'un village à l'autre.
En France, la production d'alcool est limitée à 20 litres de lambig par an et par exploitation agricole.